# Giro del Trentino 2010
Der 34. Giro del Trentino ist ein Rad-Etappenrennen, das vom 20. bis zum 23. April 2010 stattfand. Es wurde in vier Etappen über eine Distanz von 521,1 Kilometern ausgetragen. Das Rennen war Teil der UCI Europe Tour 2010 und dort in die Kategorie 2.1 eingestuft.

## Etappen
| Etappe    | Tag       | Start – Ziel                       | km         | Etappensieger        | Führender           |
| --------- | --------- | ---------------------------------- | ---------- | -------------------- | ------------------- |
| 1. Etappe | 20. April | Riva del Garda – Torbole sul Garda | 12,5 (EZF) | Alexander Winokurow  | Alexander Winokurow |
| 2. Etappe | 21. April | Dro – San Martino di Castrozza     | 172,5      | Riccardo Riccò       | Alexander Winokurow |
| 3. Etappe | 22. April | Fiera di Primiero – Trient         | 164        | Alessandro Bertolini | Alexander Winokurow |
| 4. Etappe | 23. April | Arco – Alpe di Pampeago            | 172,1      | Domenico Pozzovivo   | Alexander Winokurow |